# Le Pain des Jules
Pour plus de détails, voir Fiche technique et Distribution.
Le Pain des Jules est un film français réalisé par Jacques Séverac, sorti en 1960.

## Fiche technique
- Titre : Le Pain des Jules
- Réalisation : Jacques Séverac
- Scénario : d'après le roman d'Ange Bastiani (Gallimard, coll. « Série noire », 1960)
- Décors : Claude Bouxin
- Photographie : Pierre Levent
- Son : Robert-Jean Philippe
- Musique : Jean Ledrut
- Montage : Monique Lacombe
- Sociétés de production : JAD Films - Les Films Artistiques Français
- Pays :  France
- Format :  Noir et blanc
- Genre : Comédie policière
- Durée : 94 minutes
- Date de sortie : France - 22 juin 1960

## Distribution
- Christian Méry : Sauveur
- Bella Darvi : Gina
- Yves Massard : Pascal
- Henri Vilbert : Toussaint
- Georgette Anys : Zoé
- Cora Camoin : Assunta
- Albert Augier : Lucien
- Françoise Vatel : Zize
- Anne-Marie Coffinet
- Fransined
- Roger Rudel : Padovani